# San Carlos (Antioquia)
San Carlos è un comune della Colombia facente parte del dipartimento di Antioquia.
Il centro abitato venne fondato da Francisco Lorenzo de Rivera nel 1786, mentre l'istituzione del comune è del 1830.